# El Eulma (Sétif)
El Eulma (em árabe: العلمة), anteriormente Saint-Arnaud, é uma comuna localizada na província de Sétif, Argélia. Sua população estimada em 2008 era de 155 038 habitantes.